# Kalijev klorid
Kalijev klorid (KCl) ljudima je najvažnija kalijeva sol. U prirodi se nalazi kao mineral silvin ili kao sastojak karnalita. Bez mirisa je i ima izgled bijelog ili bezbojnog staklastog kristala. Krutina se lako otapa u vodi, a njezine otopine imaju okus poput kuhinjske soli. Kalijev klorid može se dobiti iz drevnih isušenih jezerskih naslaga.

## Proizvodnja
Velika većina kalijevog klorida proizvodi se kao poljoprivredna i industrijska potaša u Saskatchewanu u Kanadi, kao i u Rusiji i Bjelorusiji. Samo je Saskatchewan činio više od 25 % svjetske proizvodnje potaše u 2017.
Elektrolizom taline KCl-a se dobiva čisti kalij, a od njega ostale kalijeve soli.

## Toksičnost
Čini se da su tipične količine kalijevog klorida koje se nalaze u prehrani općenito sigurne. Međutim, u većim količinama kalijev klorid je otrovan. Smrtonosna doza za polovicu testiranih životinja (LD 50) za oralno unesen kalijev klorid približno je 2,5 g/kg, ili 190 grama za tjelesnu masu od 75 kilograma. Za usporedbu, LD 50 natrijevog klorida (kuhinjska sol) je 3,75 g/kg.
Intravenozno, LD 50 kalijevog klorida daleko je manji, oko 57,2 mg/kg do 66,7 mg/kg; to se nalazi dijeljenjem smrtonosne koncentracije pozitivnih iona kalija (oko 30 do 35 mg/kg) s udjelom masenih iona kalija u kalijevom kloridu (oko 0,52445 mg K po 1 mg KCl).

## Upotreba
Koristi se kao umjetno gnojivo  (90 %  proizvodnje), u proizvodnji fotografskih kemikalija, u spektroskopiji, pri proizvodnji farmaceutskih spojeva, nadomjestak kuhinjskoj soli, pri proizvodnji stakla (tzv. silvitno staklo), za dobivanje ostalih kalijevih spojeva. U medicini se koristi za nadoknadu gubitka kalija. Postoji u obliku tableta i praška, a u hitnim stanjima može se dati u otopini kao spora infuzija. 